# Goodloe Byron

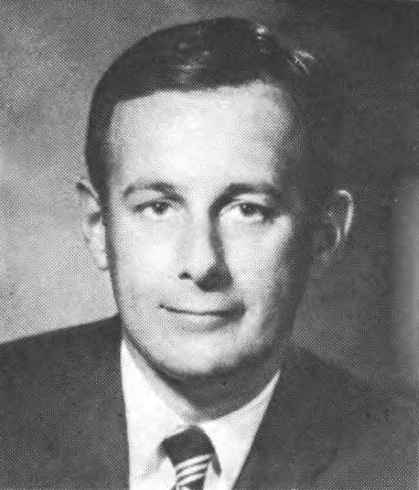
Goodloe Byron

Goodloe Edgar Byron (* 22. Juni 1929 in Williamsport, Washington County, Maryland; † 11. Oktober 1978 in Hagerstown, Maryland) war ein US-amerikanischer Politiker. Zwischen 1971 und 1978 vertrat er den Bundesstaat Maryland im US-Repräsentantenhaus.

## Werdegang
Goodloe Byron war der Sohn der Kongressabgeordneten William D. Byron und Katharine Byron sowie der Urenkel von US-Senator Louis E. McComas. Seine Frau Beverly sollte später seine Nachfolge im Kongress antreten. Er besuchte die öffentlichen Schulen seiner Heimat und danach die St. Albans School in Washington, D.C. Anschließend studierte er bis 1951 an der University of Virginia in Charlottesville. Nach einem Jurastudium an der George Washington University und seiner 1953 erfolgten Zulassung als Rechtsanwalt begann er in diesem Beruf zu arbeiten. Seit 1954 war er im juristischen Dienst der US Army. Dabei war er bei der 3. Panzerdivision in Deutschland stationiert, wo er es bis zum Hauptmann brachte. Im Jahr 1957 schied er aus der Armee aus und wurde umgehend Mitglied der Nationalgarde von Maryland. Seit 1958 setzte er in Frederick seine Anwaltstätigkeit fort. Von 1959 bis 1961 war er Bezirksstaatsanwalt im dortigen Frederick County. Gleichzeitig schlug er als Mitglied der Demokratischen Partei eine politische Laufbahn ein.
In den Jahren 1966 bis 1970 war Goodloe Byron Mitglied der Planning and Zoning Law Study commission. Von 1963 bis 1967 saß er im Abgeordnetenhaus von Maryland; zwischen 1967 und 1971 gehörte er dem Staatssenat an. Bei den Kongresswahlen des Jahres 1970 wurde Byron im sechsten Wahlbezirk von Maryland in das US-Repräsentantenhaus in Washington gewählt, wo er am 3. Januar 1971 die Nachfolge von John Glenn Beall antrat. Nach drei Wiederwahlen konnte er bis zu seinem Tod am 11. Oktober 1978 im Kongress verbleiben. In dieser Zeit endete der Vietnamkrieg. Im Jahr 1974 wurde auch die Arbeit des Kongresses von den Ereignissen der Watergate-Affäre überschattet. Zum Zeitpunkt seines Todes war Goodloe Byron bereits für eine weitere Wiederwahl nominiert. Er wurde auf dem Antietam National Cemetery in Sharpsburg beigesetzt. Sein Abgeordnetenmandat fiel danach an seine Frau Beverly.